# Tibor Brouwer
Tibor Brouwer (* 19. Juni 1985 in Stuttgart) ist ein deutscher Opernsänger (Bariton) und Kulturmanager.

## Leben
Brouwer erhielt bereits frühzeitig Gesangsunterricht bei Dunja Vejzovic. Er studierte von 2005 bis 2010 Gesang an der Hochschule für Musik Karlsruhe bei Donald Litaker und war Stipendiat der Hilde-Zadek-Stiftung. Außerdem besuchte er Liedklassen bei Hartmut Höll und Mitsuko Shirai. Sein Studium schloss er 2010 mit dem Gesangsdiplom ab.
Bereits während seines Studiums gastierte er in der Spielzeit 2006/07 am Theater Pforzheim (als Flandrischer Deputierter in Don Carlos) und später am Badischen Staatstheater Karlsruhe. 2009 gab Brouwer dort sein Debüt in einer Galavorstellung von Andrea Chénier als Pietro Fléville an der Seite von José Cura. Er wurde Mitglied des Karlsruher Opernstudios und sang dort in der Folgezeit bis 2011 weitere kleine und mittlere Partien, u. a. in Le nozze di Figaro, Il barbiere di Siviglia, Fidelio, The Greek Passion oder Death in Venice. Im Rahmen eines Liederabends am Badischen Staatstheater Karlsruhe führte er, zusammen mit dem Liedpianisten Matthias Alteheld, Mahlers Lieder eines fahrenden Gesellen auf.
2008 gastierte er bei den Bayreuther Barockfestspielen in Rameaus Oper Les Fêtes d'Hébé. 2009 war er mit der Produktion Judith, einer Collage aus Texten von Friedrich Hebbel und Musik von Antonio Vivaldi und Lars Wittershagen, unter Mitwirkung der Performance-Künstlerin Anne Tismer und unter der Regie von Sebastian Nübling, zu Gast bei den Salzburger Festspielen und am Staatstheater Stuttgart. 2008 und 2010 trat er als Solist bei der Opernakademie Bad Orb auf, 2008 als Guglielmo in Così fan tutte und 2010 mit der Titelrolle in Don Giovanni.
Als Don Giovanni gastierte er 2011 erstmals an der Pasinger Fabrik. Im Jahr 2012 sang er dort den Scarpia in Tosca, 2013 den Herr Fluth in Die lustigen Weiber von Windsor. Im Juni bis August 2016 gastierte er erneut an der Pasinger Fabrik, diesmal als Agamemnon in der Operetten-Produktion Die schöne Helena, unter der Regie von Marcus Everding.
Im März 2015 sang Brouwer die Rolle des Alfio in Cavalleria rusticana in einer Produktion der Haugesund Kammeropera im Konzerthaus Høvleriet Haugesund in Norwegen. Im Juli/August 2015 sang Brouwer die Rolle des Silvio in Leoncavallos Oper Pagliacci bei den Opern Air Festspielen Nürtingen.
In der Spielzeit 2014/15 übernahm er beim Freien Landestheater Bayern die Rolle des Bassa Selim in Mozarts Singspiel Die Entführung aus dem Serail. In dieser Rolle trat er auch in der Wiederaufnahme der Produktion in der Spielzeit 2015/16 auf. Im März 2016 übernahm er in einer Produktion des Freien Landestheaters Bayern die Rolle des Ottokar in der Oper Der Freischütz. Diese Rolle sang er auch in der Spielzeit 2016/17. In der Spielzeit 2016/17 gastierte Brouwer ebenfalls als Don Giovanni am Theater für Niedersachsen.
Tibor Brouwer sang weiters in Häusern wie dem Festspielhaus Baden-Baden, dem Markgräflichen Opernhaus, Nationaltheater Mannheim, der Pernerinsel in Hallein, dem Theater Ingolstadt (Spielzeit 2014/15, in der Uraufführung der Kinderoper »Die Geschichte vom Fuchs, der den Verstand verlor«), der Liederhalle Stuttgart, dem Wilhelma Theater Stuttgart, Gasteig München, und arbeitete mit Orchestern und Ensembles wie dem Ensemble Baroque L’Orfeo Bordeaux, Il Gusto Barocco Stuttgart, Les Favorites Rastatt, Capella Triumphans, United Continuo Ensemble, der Thüringen Philharmonie Gotha und der Baden-Baden Philharmonie zusammen. Er wirkte zudem bei CD- und Rundfunkaufnahmen mit.
2018 beendete er seine Laufbahn als Opern- und Konzertsänger und ist seitdem als Künstleragent bei Hilbert Artists Management GmbH tätig.

## Einzelbelege
1. 1 2 3 4 5 6  Tibor Brouwer Vita. Agenturprofil. Abgerufen am 9. Juli 2016
2. 1 2  Tibor Brouwer (Seite nicht mehr abrufbar, festgestellt im Mai 2019. Suche in Webarchiven)  Info: Der Link wurde automatisch als defekt markiert. Bitte prüfe den Link gemäß Anleitung und entferne dann diesen Hinweis. Profil bei LinkedIn. Abgerufen am 9. Juli 2016
3. 1 2 3  Tibor Brouwer (Memento des Originals vom 9. Juli 2016 im Internet Archive)  Info: Der Archivlink wurde automatisch eingesetzt und noch nicht geprüft. Bitte prüfe Original- und Archivlink gemäß Anleitung und entferne dann diesen Hinweis. Vita. Offizielle Internetpräsenz Theater Ingolstadt. Abgerufen am 9. Juli 2016
4. 1 2  Dasch | IOCO Kultur im Netz Das Klassik Portal für Oper, Ballett, Operette und Musical - Part 5. In: www.ioco.de. Abgerufen am 25. August 2016.
5. 1 2 3  Tibor Brouwer (Memento des Originals vom 9. Juli 2016 im Internet Archive)  Info: Der Archivlink wurde automatisch eingesetzt und noch nicht geprüft. Bitte prüfe Original- und Archivlink gemäß Anleitung und entferne dann diesen Hinweis. Vita. Offizielle Internetpräsenz der Opernakademie Bad Orb. Abgerufen am 9. Juli 2016
6. ↑  ♫ 3x „Judith“ nebeneinander – Vivaldi, Wittershagen, Hebbel, Tismer Aufführungskritik. Abgerufen am 9. Juli 2016
7. ↑  Judith Produktionsdetails/Szenenfotos/Besetzung. Offizielle Internetpräsenz Staatstheater Stuttgart. Abgerufen am 9. Juli 2016
8. ↑  Oper in der Pasinger Fabrik: Viel zu ernst, um witzig zu sein Aufführungskritik; in: Abendzeitung München vom 22. Juni 2012. Abgerufen am 9. Juli 2016
9. ↑  Die lustigen Weiber von Windsor, Freitag, 28.02.2014 Pasinger Fabrik, Wagenhalle - München Ticket. In: www.muenchenticket.de. Abgerufen am 25. August 2016.
10. ↑  Die schöne Helena. In: was geht heute ab. Ehemals im Original (nicht mehr online verfügbar); abgerufen am 25. August 2016. (Seite nicht mehr abrufbar. Suche in Webarchiven)  Info: Der Link wurde automatisch als defekt markiert. Bitte prüfe den Link gemäß Anleitung und entferne dann diesen Hinweis.
11. ↑  Mozarts "Entführung aus dem Serail" im Rosenheimer Kultur- und Kongresszentrum: Ein sympathischer Osmin Aufführungskritik. Abgerufen am 9. Juli 2016
12. ↑  Tibor Brouwer bei Operabase (Engagements und Termine).
13. ↑  Get info about artists - Operabase. Abgerufen am 13. Dezember 2018.
14. ↑  Team. Abgerufen am 13. März 2025 (deutsch).

| Personendaten    | Personendaten                   |
| ---------------- | ------------------------------- |
| NAME             | Brouwer, Tibor                  |
| KURZBESCHREIBUNG | deutscher Opernsänger (Bariton) |
| GEBURTSDATUM     | 19. Juni 1985                   |
| GEBURTSORT       | Stuttgart                       |